# Shell Shock, A Requiem of War
Shell Shock, A Requiem of War ist eine Oper oder ein „Tanz-Oratorium“ in zwölf Gesängen („Cantos“) von Nicholas Lens (Musik) mit einem Libretto von Nick Cave. Das Werk wurde am 24. Oktober 2014 am Brüsseler Opernhaus La Monnaie/De Munt uraufgeführt.
Shell Shock (deutsch: ‚Granatenschock‘) ist dabei eine Bezeichnung im englischen Sprachraum, welche im Ersten Weltkrieg entstand, um den Zustand von Personen mit einem erlittenes Kriegstrauma zu erklären.

## Handlung
Der Text lässt in den zwölf Gesängen anonyme Opfer des Krieges selbst zu Wort kommen, darunter Soldaten, Deserteure, Überlebende, Krankenschwestern und Angehörige. Die Texte enthalten weder Dialoge noch eine Dramaturgie. Es gibt insgesamt fünfzehn Abschnitte:
I. „Canto of the Colonial Soldier“
Canto des Kolonialsoldaten (Bass)
Die Soldaten müssen in einem fremden Land gebrüllte Befehle befolgen, die sie nicht verstehen.
II. „Canto of the Soldier“
Canto des Soldaten (Tenor)
Der Soldat hat Todesängste und träumt von Stärke und Überleben. Er hält sich für einen Kriegsgott.
III. „Canto of the Nurse“
Canto der Krankenschwester (Sopran)
Die Schwester zeigt Mitgefühl für einen schwer verletzten Soldaten.
IV. „Canto of the Deserter Part 1“
Canto der Deserteure I (Countertenor)
Ein desertierter Soldat singt von der Scham. Seinem Vater wäre es lieber gewesen, wenn er gefallen wäre. Er selbst hofft, dass der Krieg geächtet wird. Nicht die Menschen seien abscheulich, sondern der Krieg.
V. „Canto of the Deserter Part 2“
Canto der Deserteure II (Chor)
Nach einem brutalen Überfall auf Zivilisten desertieren immer mehr Soldaten des Bataillons.
VI. „Canto of the Deserter Part 3“
Canto der Deserteure III (Bass)
In den verschiedenen Armeen gibt es unterschiedliche tödliche Strafen für Deserteure.
VII. „Canto of the Deserter Part 4“
Canto der Deserteure IV (Knabensopran – Tenor – Countertenor)
Ein Junge hat ein falsches Alter angegeben, um in die Armee eintreten zu können. Inzwischen sieht er seinen Fehler ein. Sie mussten eine Granate in ein Krankenhaus werfen.
VIII. „Canto of the Survivor Part 1“
Canto des Überlebenden I (Mezzosopran – Bass)
Eine Ehefrau klagt darüber, wie sehr sich ihr Mann nach seiner Rückkehr verändert hat. Er hat Schwierigkeiten, wieder in den Alltag zurückzufinden und hält sich weiterhin für den Gott des Krieges. Er glaubt, seine Frau wünsche sich, er wäre tot.
IX. „Canto of the Angels Death“
Canto der Todesengel (Sopran, Mezzosopran)
Klage über die vielen Gefallenen.
X. „Canto of the Survivor Part 2“
Canto des Überlebenden II (Tenor – Bass)
Ein Soldat überlebte als Einziger seiner Gruppe, weil er als letzter ein Haus betrat, in dem eine Bombe explodierte. Im Krankenhaus träumte er von seiner Familie. Als er zwei Wochen später nach Hause zurückkehrte, hatte er Probleme im Alltag. Er hofft auf eine bessere Zukunft für seine Tochter.
XI. „Canto of the Fallen“
Canto der Gefallenen (Frauenchor, Mezzosopran – Bass)
Klage der vielen gefallenen Männer und trauernden Frauen. Ein Soldat flehte auf dem Schlachtfeld den schwarz gekleideten Tod an, statt der anderen ihn selbst zu holen. Der Tod nahm sich jedoch immer wieder andere Soldaten und entgegnete: „Dich habe ich gestern geholt.“
XII. „Canto of the Missing“
Canto der Verschollenen (Countertenor)
Ein Soldat schleppt seinen sterbenden Kameraden fort, wird selbst erschossen und fällt in ein Schlammloch. Er wird nie gefunden.
XIII. „Canto of the Unknown Soldier“
Canto des unbekannten Soldaten (Tenor – alle Solisten)
Ein toter Soldat wird an einer fremden Küste angespült. Seine Tochter wartet vergeblich auf seine Rückkehr.
XIV. „Canto of the Mother“
Canto der Mutter (Mezzosopran)
Eine verzweifelte Mutter erinnert sich an das ganze Leben ihres Sohnes. Sie verflucht Gott und die Flagge und fordert ihren Sohn zurück.
XV. „Canto of the Orphans“
Canto der Waisenkinder (Knabensopran, Countertenor)
Die Soldaten selbst spüren ihren Tod nicht. Die Kinder jedoch sehnen sich nach ihren Eltern.

## Gestaltung
Für das Werk werden unterschiedliche Gattungsbezeichnungen wie Oper oder „Tanz-Oratorium“ genannt. Der Untertitel lautet „Requiem of War“. Die beiden Autoren wiesen darauf hin, dass es sich ihrer Meinung nach weder um eine Oper, noch um ein Oratorium handle.
Trotz des Themas verzichtet die Musik abgesehen von einer einzigen Szene auf schroffe Klangeffekte. Der Rezensent der Zeitschrift Opernwelt fand sie „bei aller Gefälligkeit wenig illustrativ“. Sie erinnerte ihn „gelegentlich an Bartók, manchmal an Charles Ives, stützt aber durchweg das Stück“. Das durch den Operntitel vorgegebene Sujet der Posttraumatischen Belastungsstörung der Kriegszitterer sei vor allem in der Inszenierung behandelt worden. Diese sei „in sich schlüssig“, öffne „immer wieder neue Assoziationsräume […] voller Fantasie“ und sei besonders in abschließenden Gesang des Waisenkindes „überaus berührend“.

### Orchester
Die Orchesterbesetzung enthält die folgenden Instrumente:
- Holzbläser: drei Flöten, zwei Oboen, drei Klarinetten, drei Fagotte
- Blechbläser: zwei Hörner, drei Trompeten, drei Posaunen, Tuba
- Pauken, Schlagzeug (drei Spieler)
- Harfe
- Klavier
- Streicher: zehn Violinen 1, acht Violinen 2, sechs Bratschen, vier Violoncelli, vier Kontrabässe

## Werkgeschichte
Das Werk entstand im Auftrag des Brüsseler Opernhauses La Monnaie/De Munt, wo es im Rahmen der globalen Gedenkfeiern um den Ausbruch des Ersten Weltkriegs vor 100 Jahren uraufgeführt wurde. Der Komponist ist Nicholas Lens. Er wurde 1957 in Ypern geboren, einer im Ersten Weltkrieg besonders stark umkämpften Stadt. Das Libretto stammt von dem australischen Dichter und Rock-Musiker Nick Cave.
Bei der Premiere am 24. Oktober 2014 am Brüsseler Opernhaus La Monnaie/De Munt sangen Claron McFadden (Sopran), Sara Fulgoni (Mezzosopran), Gerald Thompson (Countertenor), Ed Lyon (Tenor), Mark S. Doss (Bass) sowie Gabriel Crozier, Gabriel Kuti und Theo Lally (Knabensopran). Koen Kessels leitete Chor und Orchester des Brüsseler Opernhauses. Inszenierung und Choreografie stammten von Sidi Larbi Cherkaoui, Bühne und Videos von Eugenio Szwarcer und die Kostüme von Khanh Le Thanh (Kostüme). Ein Video-Mitschnitt wurde auf Arte Concert im Internet bereitgestellt.
Die Produktion wurde 2018 anlässlich des hundertjährigen Gedenkens an das Kriegsende in der Pariser Philharmonie erneut gespielt, leicht zeitversetzt von Arte im Fernsehen übertragen und anschließend ebenfalls auf Arte Concert zur Verfügung gestellt.

## Aufnahmen
- 2014 – Koen Kessels (Dirigent), Orchestre symphonique de la Monnaie, Chœurs de la Monnaie.
 Claron McFadden (Sopran), Sara Fulgoni (Mezzosopran), Gerald Thompson (Countertenor), Ed Lyon (Tenor), Mark S. Doss (Bass), Gabriel Crozier, Gabriel Kuti und Theo Lally (Knabensopran).
 Live-Mitschnitt der Uraufführungsproduktion.
 Universal 4812473.[6]
- 2. November 2014 – Koen Kessels (Dirigent), Sidi Larbi Cherkaoui (Inszenierung und Choreografie), Eugenio Szwarcer (Bühne und Videos), Khanh Le Thanh (Kostüme), Orchestre symphonique de la Monnaie, Chœurs de la Monnaie.
 Claron McFadden (Sopran), Sara Fulgoni (Mezzosopran), Gerald Thompson (Countertenor), Ed Lyon (Tenor), Mark S. Doss (Bass), Gabriel Crozier, Gabriel Kuti und Theo Lally (Knabensopran).
 Live-Video der Uraufführungsproduktion in Brüssel.
 Videostream bei Arte Concert.[7]
- 10. November 2018 – Bassem Akiki (Dirigent), Sidi Larbi Cherkaoui (Inszenierung und Choreografie), Eugenio Szwarcer (Bühne und Videos), Khanh Le Thanh (Kostüme), Orchestre Philharmonique de Radio France, Choeur de l’Opéra de Silésie, Trinity Boys Choir, Tanzkompagnie Eastman.
 Laurence Servaes (Sopran), Sara Fulgoni (Mezzosopran), Magid El-Bushra (Countertenor), Sébastien Droy (Tenor), Mark S. Doss (Bass).
 Live-Video aus der Pariser Philharmonie.
 Fernsehübertragung auf Arte.[1]